# Iėttunup
Lo Iėttunup (in russo Иэттунуп?) è un vulcano a scudo spento situato nella Kamčatka, in Russia. Fa parte della Catena Centrale e ha un'altezza massima di 1340 m. Il diametro esterno del cratere è di 800 m, quello interno è di 300 m.
Il vulcano è situato nella parte settentrionale della Catena Centrale, sul versante orientale della cresta, dove si incontrano fiumi Lavaja Chajljulja e Iėtvajam. 
Copre un'area di circa 35 km² e la forma della struttura vulcanica è quella di uno scudo inclinato irregolarmente, con la sommità che termina in un cono  fortemente inclinato verso ovest. 